# Municipio de Morris (Arkansas)
El municipio de Morris (en inglés: Morris Township) es un municipio ubicado en el condado de Arkansas en el estado estadounidense de Arkansas. En el año 2010 tenía una población de 702 habitantes y una densidad poblacional de 7,09 personas por km².

## Geografía
El municipio de Morris se encuentra ubicado en las coordenadas 34°25′57″N 91°34′14″O / 34.43250, -91.57056. Según la Oficina del Censo de los Estados Unidos, el municipio tiene una superficie total de 98.96 km², de la cual 96,53 km² corresponden a tierra firme y (2,45 %) 2,43 km² es agua.

## Demografía
Según el censo de 2010, había 702 personas residiendo en el municipio de Morris. La densidad de población era de 7,09 hab./km². De los 702 habitantes, el municipio de Morris estaba compuesto por el 88,03 % blancos, el 6,55 % eran afroamericanos, el 2,71 % eran asiáticos, el 0,14 % eran isleños del Pacífico, el 0,28 % eran de otras razas y el 2,28 % eran de una mezcla de razas. Del total de la población el 1,42 % eran hispanos o latinos de cualquier raza.